# Anabelle Prawerman
Anabelle Prawerman, née le 13 janvier 1963 à Paris, est une joueuse de volley-ball et de beach-volley française. Elle totalise 289 sélections en équipe de France entre 1980 et 1989.
Elle est médaillée d'argent aux Championnats d'Europe de beach-volley en 1999 avec Cécile Rigaux.